# Amanda Bearse
Amanda Bearse (Winter Park, Florida, 9 de agosto de 1958) es una actriz, directora y comediante conocida por su papel como la vecina Marcy D'Arcy (antes Marcy Rhoades) en Married with Children, una comedia que se transmitió en los Estados Unidos entre 1987 y 1997, y por su actuación en la película de terror de 1985  Fright Night.

## Formación
Amanda Bearse estudió actuación en el Rollins College, en el Birmingham Southern College y en el Young Harris College, donde obtuvo el título de Associate of Arts. Continuó sus estudios de interpretación en la escuela Neighborhood Playhouse, en la ciudad de Nueva York bajo las instrucciones de Sanford Meisner. 
Debutó en televisión interpretando el papel de Amanda Cousins en la telenovela All My Children, entre 1981 y 1984. Al año siguiente, tuvo un pequeño papel en la comedia cinematográfica Protocol, protagonizada por Goldie Hawn, y más tarde consiguió un papel en la comedia sexual Fraternity Vacation. 
En 1985, Bearse interpretó el papel protagonista femenino en la película de terror sobrenatural Fright Night. Volvió a la televisión con un papel como actriz invitada en la serie dramática de la ABC Hotel en 1986. Al año siguiente, interpretó a Marcy Rhoades (más tarde Marcy D'Arcy), la vecina feminista de al lado en la comedia de Fox Married... with Children, junto a Ed O'Neill y Katey Sagal. La serie duró hasta 1997 y se convirtió en una de las comedias más longevas de la historia de televisión.
Amanda Bearse estudió dirección en el American Film Institute y en la Universidad del Sur de California. Empezó a dirigir televisión mientras aparecía en Married...with Children, y de 1991 a 1997 dirigió 31 episodios de la serie. También dirigió episodios de Reba, Mad TV, Nick Freno: Licensed Teacher, Malcolm & Eddie, Pauly, The Tom Show, The Jamie Foxx Show, Dharma & Greg, Veronica's Closet, Two Guys, a Girl and a Pizza Place, Jesse (1999; protagonizada por su coprotagonista en Casados con hijos, Christina Applegate), Jessie (2011) y Ladies Man. En 2005, dirigió The Sperm Donor, un piloto para la NBC protagonizado por Maggie Wheeler. En 2006, Bearse se asoció con Rosie O'Donnell para producir y dirigir The Big Gay Sketch Show, que se estrenó en Logo el 24 de abril de 2007.
Solo apareció como actriz en dos películas en la década de 1990: The Doom Generation y Here Come the Munsters ambas de 1995.
Volvió a actuar en 2011, apareciendo en dos episodios de la serie de comedia-drama de Lifetime, Drop Dead Diva. 
En 2020, protagonizó la película alemana de comedia de terror, Sky Sharks, haciendo su primera aparición en el cine en 25 años. En 2022, Amanda Bearse interpretó a la madre de Luke Macfarlane en la comedia romántica Bros.
Aunque nació en Winter Park, Florida y fue criada en Atlanta, Georgia. En 1993 se convirtió en la primera actriz en horario estelar en salir del armario como lesbiana y tiene una hija que se llama Zoe.

## Filmografía

### Películas
| Año  | Título                 | Papel            | Notas           |
| ---- | ---------------------- | ---------------- | --------------- |
| 1983 | First Affair           | Karen            | Television film |
| 1984 | Protocol               | Soap Opera Actor |                 |
| 1985 | Fraternity Vacation    | Nicole Ferret    |                 |
| 1985 | Fright Night           | Amy Peterson     |                 |
| 1988 | Goddess of Love        | Cathy            | Television film |
| 1995 | Here Come the Munsters | Mrs. Pearl       | Television film |
| 1995 | The Doom Generation    | Barmaid          |                 |
| 2003 | Give or Take an Inch   | Charlotte        | Short film      |
| 2020 | Sky Sharks             | Marjorie Phelps  |                 |
| 2022 | Bros                   | Anne Shepard     |                 |
| TBA  | Tapawingo              | Ramona Skoog     |                 |

### Televisión
| Año       | Título                   | Papel                                | Notas                                                       |
| --------- | ------------------------ | ------------------------------------ | ----------------------------------------------------------- |
| 1982–1983 | All My Children          | Amanda Cousins                       | Series regular                                              |
| 1986      | Hotel                    | Jean Haywood                         | Episodio: "Triangles"                                       |
| 1987–1997 | Married... with Children | Marcy D'Arcy / Marcy Rhoades / Mandy | Series regular, 259 episodes; also director for 31 episodes |
| 1990      | The Earth Day Special    | Marcy D'Arcy                         | Television special                                          |
| 1992      | Likely Suspects          |                                      | Episodio: "Addicted to Murder"                              |
| 2001      | Nikki                    | Marcy Rhoades                        | Episodio: "Technical Knockup"                               |
| 2011      | Drop Dead Diva           | Judge Jodi Corliss                   | Episodio: "Prom" and "You Bet Your Life"                    |
| 2013      | Anger Management         | Rita                                 | Episodio: "Charlie and the Ex-Patient"                      |